# Saint-Aubin-Fosse-Louvain
Saint-Aubin-Fosse-Louvain là một xã của tỉnh Mayenne, thuộc vùng Pays de la Loire, tây bắc nước Pháp.